# Epicypta lugubris
Epicypta lugubris är en tvåvingeart som beskrevs av Lane 1948. Epicypta lugubris ingår i släktet Epicypta och familjen svampmyggor. Inga underarter finns listade i Catalogue of Life.